# Masteria golovatchi
Masteria golovatchi är en spindelart som beskrevs av Alayón 1995. Masteria golovatchi ingår i släktet Masteria och familjen Dipluridae.
Artens utbredningsområde är Kuba. Inga underarter finns listade i Catalogue of Life.